# La del manojo de rosas
La del manojo de rosas es una zarzuela, calificada como 
sainete lírico en dos actos, dividido en seis cuadros, con letra de Anselmo C. Carreño y Francisco Ramos de Castro, y música del maestro Pablo Sorozábal, estrenada con gran éxito en el Teatro Fuencarral el 13 de noviembre de 1934. 

## Comentario
Con esta obra se consagró definitivamente el maestro Sorozábal como compositor; en ella supo reflejar el ambiente del Madrid de la época del estreno, conjugando sabiamente los ritmos tradicionales del sainete, como el pasodoble, la mazurca o el chotis, con otros como el fox trot o la farruca, dándole un nuevo carácter y sentido, más cercano a la modernidad, e incluso a la opereta; el propio compositor había tratado de buscar nuevos medios e incluso, por ejemplo, dotar a los números musicales de cierto sentido bailable.
Dentro del apartado del texto, aunque continúa en la línea tradicional del sainete madrileño, se encuentran nuevas situaciones y personajes tales como la señorita venida a menos, el ridículo Don Juan de barrio, o el camarero hiperbólico. Como es habitual en muchas obras del género, predomina la trama sentimental, pero se pueden apreciar ciertas pinceladas de conciencia social, reflejando el ambiente del momento.
En el estreno participaron Luis Sagi Vela y María Vallojera, quienes se consagraron como una de las grandes parejas artísticas del momento, llegando a estrenar también Me llaman la presumida, de los mismos autores, con música del maestro Francisco Alonso, con igual éxito.

## Argumento
La acción se sitúa en Madrid, en la época del estreno (1934).

### Acto I
Cuadro primero
La acción se sitúa en la plaza "Delquevenga", un lugar enclavado en el centro de un aristocrático barrio madrileño "con perspectivas de rascacielos"; en ella hay un bar, un taller mecánico y una floristería llamada "El manojo de rosas", en la cual trabaja Ascensión, una señorita venida a menos, pero orgullosa de su trabajo y posición como obrera. La cortejan Joaquín, un simpático mecánico del taller, y Ricardo, un apuesto señorito metido a piloto.
Ascensión se decanta firmemente por Joaquín, ella tiene claro que, a pesar de ser una señorita, es una obrera y se casará con un hombre de su clase, el cual "no le tenga que reprochar ni su dinero ni su educación", esto entristece a Don Daniel, padre de Ascensión, el cual desea para su hija recuperar la posición social y vivir como a su dignidad le corresponde, siendo más partidario de su boda con Ricardo. 
En la misma plaza trabaja Capó, un despistado mecánico compañero de Joaquín, el cual corteja a Clarita, una manicura cuyas aspiraciones culturales chocan con el carácter sencillo de Capó. Él tiene como rival al Espasa, un camarero que presume de ser la persona más culta, utilizando un lenguaje lleno de palabras rocambolescas y disparatadas. 
Aparece por la plaza Don Pedro Botero, un comerciante de chatarra cuya idea es enriquecerse con la futura guerra que vendrá y cuyos planes comenta siempre con sus vecinos y amigos, llegándole a poner ese mote de "Botero". Ricardo viene a buscar a Ascensión para hablar con ella, saliéndole al paso Joaquín, produciéndose un conato de pelea que se ha cortado cuando Ascensión aparece preparada para llevar un encargo de flores, llevándose a Joaquín y dejando la tensión en el aire.
Cuadro segundo
En el recibidor de un elegante piso, Ascensión lleva un ramo de rosas a Doña Mariana, mujer de carácter noble y cuya debilidad son las flores; allí se encuentra con su marido, Don Pedro Botero, comentando sobre el lance amoroso que tiene la joven. 
Doña Mariana trata de sonsacarle en confianza quién es él, cuando aparece Joaquín, vestido de señorito. Al verlo Ascensión se lleva una amarga sorpresa, al descubrir la verdad, el mecánico adorado no era más que un señorito disfrazado. Se marcha de la casa con la impresión de haber sido engañada.
Cuadro tercero
En la plaza "Delquevenga", el Espasa trata de sonsacarle a Ascensión su tristeza y animarla un poco. Clarita y Capó discuten acaloradamente sobre las diferencias de carácter de ambos, y las intenciones del Espasa sobre Clarita. 
Joaquín sale del taller y se encuentra con Ascensión, la cual le reprocha en su cara el haberla engañado al hacerse pasar por obrero y ocultarle su condición social. Ricardo, alentado por el Espasa, se anima a cortejar a Ascensión, quien lo acepta como pretendiente y aprovecha para ridiculizar a Joaquín y descubrirlo ante las gentes del barrio.

### Acto II
Cuadro primero
Han pasado varios meses, y en la plaza han cambiado algunas cosas. Ahora Clarita trabaja de encargada de la tienda de flores, Capó sigue detrás de ella y Espasa ha cambiado de empleo, ahora es cobrador de autobuses. Aparecen por la plaza Ascensión acompañada de Don Daniel; en ambos se advierte el cambio social que han experimentado a consecuencia de haber ganado Don Daniel el pleito. 
Por otro lado, aparece Ricardo y se demuesta que las relaciones entre ambos están cada vez más frías y secas. Joaquín vuelve al taller buscando trabajo. Al toparse con Ascensión se produce una desagradable escena en la que él le echa en cara el cambio de posición social, quedando ella completamente desconcertada.
Cuadro segundo
En un patio de vecindad, en los barrios bajos, es donde viven ahora Doña Mariana y su familia. Ascensión viene a llevarle un ramo de rosas y a poder hablar con ella sobre Joaquín. Se encuentran Joaquín y Ascensión en el rellano, y agradece este el detalle de llevarle las rosas, que les lleva a recordar los buenos momentos pasados desde el día en que se conocieron.
Cuadro tercero
El sitio es el mismo que el del cuadro primero. Delante de la tienda de flores, Clarita regaña incesantemente a Capó, el cual ha abandonado su puesto en el taller debido a cierta discusión sobre política con su jefe. Aparece Ascensión preguntando por Joaquín, lleva varios días ausente del trabajo. En un aparte le comenta a Clarita sobre su situación con Ricardo, la cual es insostenible, le pide a Clarita que le comunique su decisión a Ricardo. Por otra parte Ricardo trata de hacer lo mismo usando a Espasa como mensajero, para comunicar su decisión a Ascensión. 
Al final, tras una disputa entre Ricardo y Ascension, ponen las cosas en claro, dándose cuenta de que su relación no funciona, quedando como buenos amigos. Aparece Joaquín por la plaza y al encontrarse con Ascensión declara su amor por ella. Al final hacen las paces y vuelven a unirse, celebrando todos los vecinos de la plaza la felicidad de la pareja.

## Números musicales
- Acto primero
  - Introducción, escena y presentación de Ascensión: "Dicen las gentes del barrio"
  - Dúo de Ascensión y Joaquín - Pasodoble: "Hace tiempo que vengo al taller"
  - Dúo de Ricardo y Joaquín - Chotis: "¿Quién es usted?"
  - Escena y fin del cuadro primero (Orquesta)
  - Romanza de Ascensión: "No corte más que una rosa"
  - Dúo cómico de Clarita y Capó - Fox-trot: "Si tú sales a Rosales"
  - Escena y fin del acto primero: "Ascensión, ¿qué es lo que quieres?"

- Acto segundo
  - Preludio (Orquesta)
  - Dúo cómico de Clarita y Capó - Farruca: "Chinochilla de mi Charniqué"
  - Romanza de Joaquín: "Madrileña bonita"
  - Intermedio (Orquesta)
  - Dúo de Joaquín y Ascensión - Habanera: "Qué tiempos aquellos"
  - Escena y fin de la obra: "¡Es que tú te figuras que a mí se me deja tirá!"